# Игнатовский, Афанасий Сергеевич
Афана́сий Серге́евич Игнато́вский (2 мая 1858, село Великий Бор, Черниговская губерния — 23 декабря 1935, Воронеж) — судебный врач, педагог, доктор медицины, автор нескольких монографий и первого в России учебника по судебной медицине.

## Биография
Афанасий Сергеевич родился в селе Великий Бор Черниговской губернии. В 1884 году окончил медицинский факультет Императорского университета Святого Владимира, был оставлен ординатором на кафедре хирургии. Афанасий Сергеевич — ученик профессоров Ф. Ф. Эргардта и Н. А. Оболонского. Игнатовский женился на вдове профессора Борщева, имевшей двоих детей. В 1892 году Игнатовский защитил докторскую диссертацию «К вопросу о переломах черепа», после чего был утверждён прозектором при кафедре судебной медицины Императорского университета Святого Владимира и допущен к чтению лекций в качестве приват-доцента. В 1894—1895 годах Игнатовский стажировался в Берлине в лаборатории Рудольфа Вирхова и в Вене у Эдуарда фон Гофмана. С 1895 года Игнатовский — экстраординарный профессор кафедры судебной медицины, вновь обретшей самостоятельность, Императорского Юрьевского университета. С 1896 года Игнатовский — ординарный профессор и заведующий кафедрой Государственного врачебноведения Юрьевского университета, которой руководил до 1918 года. На протяжении многих лет Афанасий Сергеевич был деканом медицинского факультета и проректором университета. В эти годы он написал несколько монографий и первый в России учебник по судебной медицине. Широкую известность получили его труды: «О так называемом сотрясении груди» (1902), где он впервые приводит симптомы и излагает патогенез сотрясения сердца, объясняет механизм смерти при ушибах передней стенки живота; «О причинах кровоизлияний в слизистой желудка при смерти от замерзания», «Значение кровоизлияний в желудке для судебно-медицинской диагностики», работа по механизму смерти при повешении. В 1910—1912 годах Афанасий Сергеевич опубликовал учебник: оригинальные лекции по судебной медицине — «Судебная медицина», очень популярный в своё время. Во время Первой Мировой и Гражданской войны, Юрьевский университет переехал в Воронеж. Игнатовский переехал вместе с ним и продолжил с 1918 года возглавлять кафедру судебной медицины медицинского факультета Воронежского университета. В 1920 году Игнатовский организовал кафедру судебной медицины Воронежского медицинского института и заведовал ею до 1932 года.
Член редколлегии периодического сборника «Судебно-медицинская экспертиза» с 1925 по 1931 год.

## Научная деятельность
Основные направления исследований:
- судебная медицина:
  - механизм смерти при повешении,
  - особенности состояния мышц сердца и костного скелета после отравлений фосфором,
  - генез кровоизлияний в слизистую желудка при действии низкой температуры,
  - механизм образования кристаллов гемохромогена.

### Избранные труды
- К вопросу о причинах смерти при повешении / [Соч.] А. С. Игнатовского; Из Судеб.-мед. каб. Киев. ун-та. — [Санкт-Петербург] : тип. Я. Трея, ценз. 1891.
- К вопросу о переломах черепа / А. С. Игнатовский; (Из Судеб.-мед. каб. Ун-та св. Владимира). — Киев : тип. Имп. Ун-та св. Владимира, 1892.
- О зарощении дуги аорты близ места прикрепления к ней Боталлова протока : (По поводу одного случая) / [Соч.] прозектора Ун-та св. Владимира д-ра А. С. Игнатовского. — Киев : тип. Г. Т. Корчак-Новицкого, 1894.
- Происхождение и состав судебной медицины : Вступ. лекция проф. А. С. Игнатовского. — Санкт-Петербург : Губ. тип., ценз. 1895.
- О причинах кровеизлияний в слизистой оболочке желудка при смерти от замерзания / [Соч.] Проф. А. С. Игнатовского. — [Санкт-Петербург] : тип. М-ва вн. дел, [1901]
- Значение кровеизлияний в желудке для судебно-медицинской диагностики : (Кровеизлияния в желудке и изменение брюш. симпат. узлов при самоотравлении организма — лакирование кожи) / [Соч.] Проф. А. С. Игнатовского. — [Санкт-Петербург] : тип. М-ва вн. дел, [1903].
- Судебная медицина : Курс лекций, чит. в Имп. Юрьев. ун-те. Вып. 1-2 / Проф. А. С. Игнатовский. — Юрьев : тип. К. Маттисена, 1910—1912. — 2 т.;
- Программа по судебной медицине / Предложено проф. А. С. Игнатовским. — Юрьев : тип. К. Сеет, Г. Рохт, 1916.